# Négritude

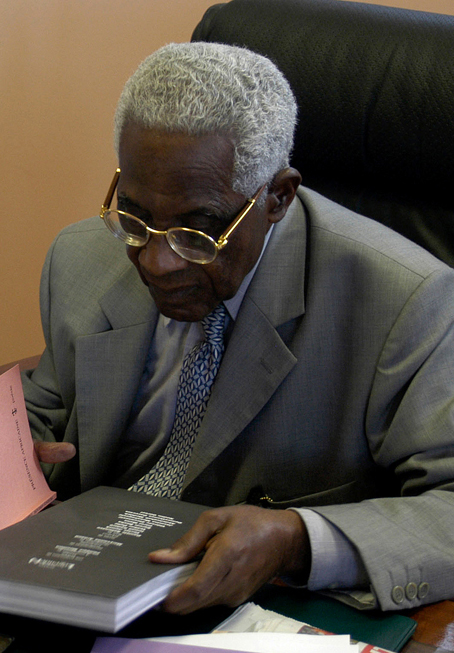
Aimé Césaire, een van de oprichters

Négritude was een Franstalige literaire en ideologische beweging, die in de jaren 30 van de 20e eeuw werd ontwikkeld door zwarte intellectuelen, schrijvers en politici. Leden van de stroming voelden zich verbonden door hun gezamenlijke afkomst en afkeer tegen het racisme in het Franse koloniale rijk. Ze ontwikkelden een realistische literaire stijl. Belangrijke oprichters waren Léopold Sédar Senghor, Aimé Césaire, en Léon Damas. 

## Voorbeelden
Een inspiratiebron voor négritude was Haïti, waar een opbloei van zwarte cultuur plaatsvond. Al in 1885 publiceerde de Haïtiaanse antropoloog Anténor Firmin een werk dat kan worden beschouwd als voorbeeld van négritude, getiteld De l'Égalité des Races Humaines (de gelijkheid van de menselijke rassen). Het was bedoeld als antwoord op Arthur de Gobineau’s werk Essai sur l'inegalite des Races Humaines (een essay over de ongelijkheid van de menselijke rassen). Ook de Afro-Amerikaanse Harlem Renaissance uit de jaren 20 en 30 van de 20e eeuw, stimuleerde de opkomst van de négritude-beweging.

## Tijdschrift

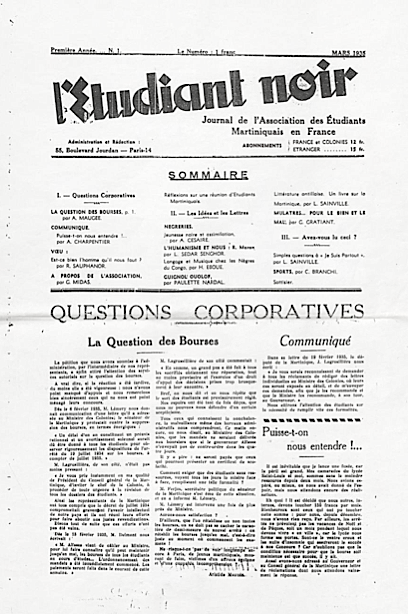
Voorpagina van het eerste nummer van het tijdschrift L'Étudiant noir (Parijs, maart 1935)

In 1934 stichtten Césaire, Senghor en Damas het literaire tijdschrift L'Étudiant Noir ("De Zwarte Student"). In dit blad verschenen recensies op gedichten, dichtbundels en boeken van zwarte schrijvers. Ook bepleitten  de drie emancipatie van de zwarte bevolking in de Franse Overzeese Gebiedsdelen en Frankrijk. De ideeën van de stichters waren populair onder de Franstalige zwarte culturele elite en algauw werden ze verder uitgewerkt. Een belangrijk standpunt van de négritude-beweging was dat schrijvers die deze stroming aanhingen zichzelf moesten definiëren in termen van hun culturele, raciale en historische banden met het Afrikaanse continent. Dit in verwerping van de Franse koloniaal-politieke hegemonie en van de Franse culturele, intellectuele, raciale en morele overheersing.
Créolité is een stroming die voortkwam uit négritude en werd ontwikkeld door het schrijverstrio Patrick Chamoiseau, Jean Bernabé en Raphaël Confiant.